# Lonsdale Street
Lonsdale Street is een straat in Melbourne, Australië. De straat loopt van oost naar west door het zakendistrict van Melbourne. De straat bevindt zich tussen de hoofdstraten La Trobe Street en Bourke Street en is daarmee de tweede hoofdstraat die van oost naar west loopt in het Hoddle Grid, vanaf het noorden gezien. In het oosten eindigt de straat bij Spring Street en in het westen eindigt de straat bij Spencer Street. De straat is vernoemd naar William Lonsdale.

## Overzicht
Aan de straat bevinden zich de winkelcentra Myer en Melbourne Central Shopping Centre. Op de hoek met William Street bevinden zich de gerechtelijke gebouwen Supreme Court of Victoria, County Court of Victoria en Melbourne Magistrates' Court. In Queen Victoria Village, dat grenst aan Lonsdale Street, bevinden zich onder andere appartementen, eetgelegenheden en een supermarkt. Ook staat hier het hoofdkantoor van BHP Billiton.
Op de hoek met Elizabeth Street bevindt zich St Francis’ Church, de oudste Rooms-katholieke kerk in Victoria. Deze kerk staat ook op het Victorian Heritage Register. Aan Lonsdale Street bevindt zich ook de Wesley Church, tussen de kruispunten met Russell Street en Exhibition Street.

## Foto's

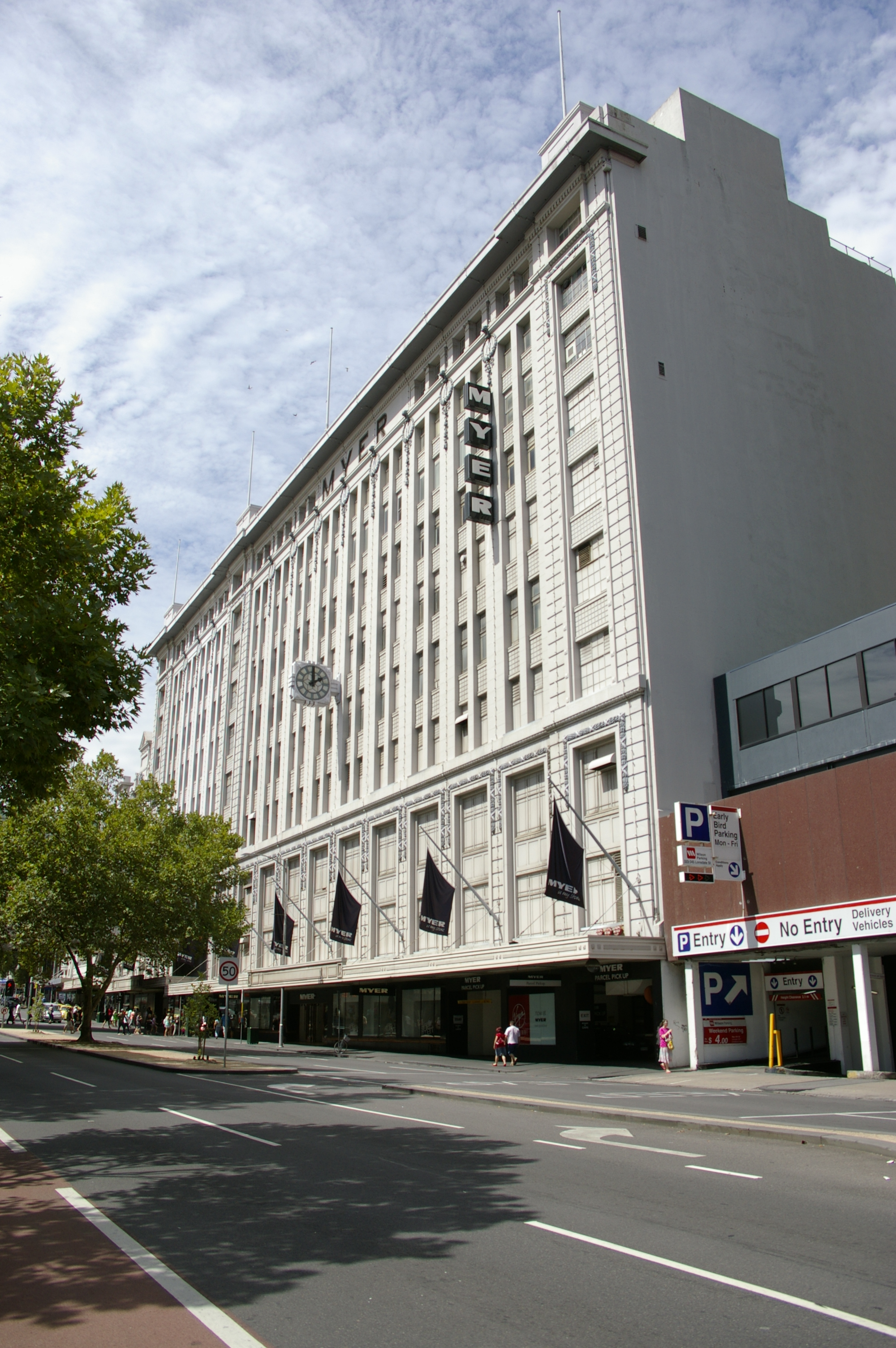
Myer.
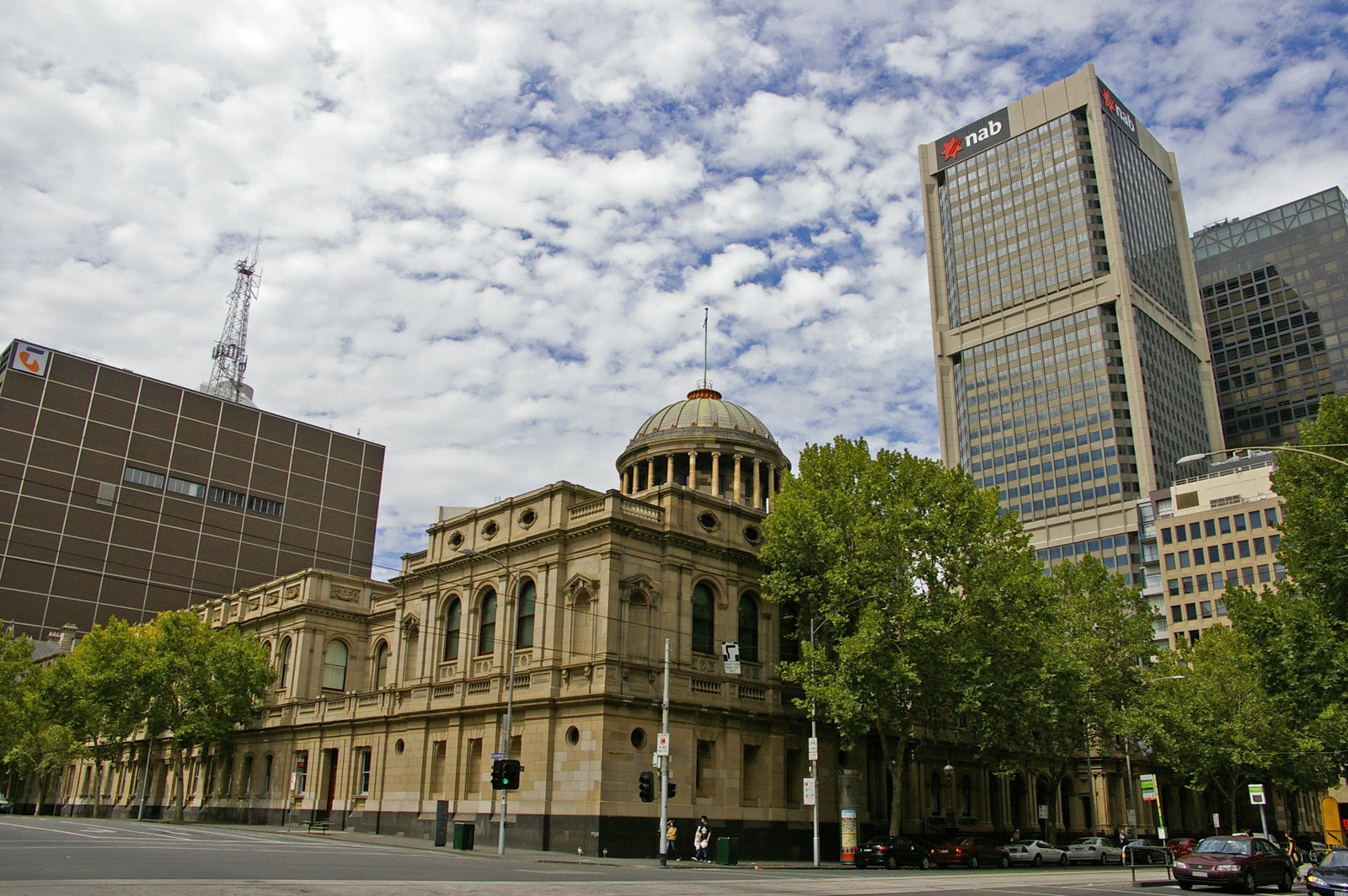
Supreme Court of Victoria.